# Sonia Fergina Citra
Sonia Fergina Citra (sinh ngày 27 tháng 4 năm 1993 tại Tanjung Pandan, Belitung) là một người mẫu và hoa hậu Indonesia. Cô đã đại diện cho tỉnh Bangka Belitung trong Cuộc bầu cử Puteri Indonesia 2018 và giành ngôi vị quán quân và đăng quang Puteri Indonesia 2018. Ngoài ra, Sonia còn đại diện Indonesia dự thi Hoa hậu Hoàn vũ 2018 và lọt vào top 20 chung cuộc.

## Tiểu sử
Cô là con út trong số sáu người con của Ken Prayoga và Fransisca Eveline Burtner và là một người Công giáo. Người phụ nữ thành thạo taekwondo này làm việc tại một công ty phân phối quốc gia ở Jakarta với vai trò Tiếp thị kỹ thuật số. Cô còn là sinh viên chuyên ngành Văn học Anh, Khoa Nhân Văn, Đại học Bina Nusantara, Jakarta. Sonia bắt đầu sự nghiệp của mình trong thế giới người mẫu vào năm 2005, thông qua cuộc tuyển chọn của Bangka Belitung Teenage Model Faces.

## Bangka Belitung Tourism Princess 2010
Sonia Fergina Citra được chọn trở thành Công chúa của Du lịch Babel sau khi loại 11 thí sinh lọt vào vòng chung kết trước thềm Chung kết và Đăng quang Hoa hậu Du lịch Indonesia Bangka Belitung 2010 được tổ chức tại khách sạn Grand Millennium Club, vào tháng 7 30 năm 2010. Với chiến thắng này, Sonia có quyền đại diện cho Bangka Belitung trong cuộc bầu chọn Hoa hậu Du lịch Indonesia 2010 tại Jakarta vào tháng 10 năm 2010.

## Hoa hậu Du lịch Indonesia 2010
Sonia bắt đầu sự nghiệp của mình trong các cuộc thi sắc đẹp cấp quốc gia vào năm 2010 thông qua cuộc thi Công chúa Du lịch Indonesia năm 2010, nơi cô đã giành được vị trí trong Top 10.

## Hoa khôi Du lịch Phương Đông 2012
Sonia được El John Pageants bổ nhiệm làm người cấp phép cho Hoa hậu Du lịch Phương Đông 2012 được tổ chức lần đầu tiên vào ngày 9 tháng 5 năm 2012 tại Trung Quốc. Trong sự kiện này, cô đã lọt vào Top 10 trong số 50 người tham gia.

## Hoa hậu Indonesia 2018
Sonia được chọn là Puteri Indonesia Bangka Belitung 2018, điều này khiến cô trở thành đại diện của tỉnh Bangka Belitung trong cuộc thi Hoa hậu Indonesia 2018. Trong sự kiện này, cô được chọn là người chiến thắng. Ngoài ra, Sonia còn giành được giải đặc biệt dành cho Puteri Indonesia Intelligence và Big 3 Best trong Trang phục truyền thống. Với chiến thắng của mình, Sonia có quyền đại diện Indonesia tại Hoa hậu Hoàn vũ 2018.

## Hoa hậu Hoàn vũ 2018
Với tư cách là Hoa hậu Indonesia 2018, Sonia đã đại diện cho Indonesia tại cuộc thi Hoa hậu Hoàn vũ 2018 được tổ chức tại Bangkok, Thái Lan. Sonia Fergina Citra lọt vào Top 20 Hoa hậu Hoàn vũ 2018 thông qua hệ thống wild cards.